# راشد المبارك
راشد بن عبد العزيز المبارك  (1354- 1436 هـ/ 1935- 2015 م) شاعر وأديب ومفكر تنويري سعودي، وأستاذ جامعي متخصص في الكيمياء والفيزياء.

## تعليمه
ولد وتلقى تعليمه العام بالأحساء، وحصل على الدرجة الجامعية في الفيزياء والكيمياء بتقدير جيد جداً من كلية العلوم بجامعة القاهرة في عام 1964، وابتعث للدراسة وحصل على دبلوم الدراسات العليا في الفيزياء الجزيئية من جامعة مانشستر في خريف عام 1969، وحصل على الدكتوراه في كيمياء الكم من جامعة جنوب ويلز بمدينة كاردف عام 1974.

## حياته العملية
عمل أستاذاً لكيمياء الكم في كلية العلوم بجامعة الملك سعود حتى عام 1992. وعمل أيضاً مديراً للمختبرات الكيماوية بوزارة الزراعة، وعضو هيئة التدريس بجامعة الملك سعود، وعميد كلية الدراسات العليا بجامعة الملك سعود، وعضو مجلس الأمناء بمعهد تاريخ العلوم العربية بجامعة فرانكفورت، ورئيس المجلس التنفيذي للمنظمة الإسلامية للتربية والعلوم والثقافة بمدينة الرباط بالمغرب، وعضو المجلس الأعلى للإعلام في السعودية، وعضو مجلس الإدارة بدارة الملك عبد العزيز.

## أدبه ومؤلفاته
تميز الدكتور راشد المبارك بأنه جمع بين العلم والأدب، فهو أستاذ متخصص في الفيزياء والكيمياء، وهو كذلك أديب وشاعر، وعرف كذلك باعتباره محققاً أسهم بفعالية في إنجاز الموسوعة العربية العالمية، أكبر الموسوعات العلمية في العالم العربي.
له في الدراسات العلمية، كتاب «كيمياء الكم» لطلبة الدراسات العليا والجامعية، و«هذا الكون ماذا نعرف عنه». وقد نشر أبحاثاً مبتكرة عن تأثر طاقة الإلكترون بتفاعل المجال الكهربي الناشئ من دورة الإلكترون حول النواة والعزم المغناطيسي الناتج من حركة الإلكترون حول محوره، في عدة مجلات علمية عالمية.
وفي الفكر والسياسة والتاريخ، صدر له:
- «شعر نزار بين احتباسين». (1998).[3]
- «فلسفة الكراهية: دعوة إلى المحبة». (2001).[4]
- «هذا الكون ماذا نعرف عنه؟». (2005).
- «التطرف خبز عالمي». (2006).
- «أوراق من دفاتر لم تقرأ». (2006).
- «شموخ الفلسفة وتهافت الفلاسفة». (2010).[5]
- «من قضايا المجتمع السعودي». (2010).[6]

### الشعر
له ديوانان من الشعر:
- «رسالة إلى ولادة». (1995).[7]
- «قراءة في دفاتر مهجورة». (1995).[2]

## متفرقات
تعرض الدكتور راشد المبارك لهجوم كبير عندما كتب بحثاً في أحد كتابه أوراق في دفاتر لم تقرأ "المتنبي ليس شاعراً"، وكذلك عند تأليف كتاب شعر نزار بين احتباسين. يعد كتابه ،هذا الكون ماذا نعرف عنه" فريدا من نوعه ولقد أفردت مجلة العربي الكويتية ملفا خاصا عن الكتاب عند صدوره في أحد أعدادها.

## وفاته
توفي الدكتور راشد بن عبد العزيز المبارك بعد معاناة مع المرض يوم الأربعاء 29 ربيع الآخر 1436 هـ الموافق 18 فبراير 2015م. وصلي عليه يوم الخميس بعد صلاة الظهر في جامع الراجحي بالرياض، ليُوارى الثرى في مقبرة النسيم بالرياض.